# Montauban-de-Luchon
Montauban-de-Luchon (em occitano:  Montauban de Luishon) é uma comuna francesa na região administrativa da Occitânia, no departamento do Alto Garona. Estende-se por uma área de 6.02 km², com 497 habitantes, segundo o censo de 2018, com uma densidade de 83 hab/km².